# Zapp III
Zapp III é o terceiro álbum de estúdio da banda norte-americana de funk, Zapp, lançado em 25 de julho de 1983 pela Warner Bros. Records.

## Faixas
| N.º | Título                 | Duração |  |
| 1.  | "Heartbreaker"         | 7:30    |  |
| 2.  | "I Can Make You Dance" | 9:01    |  |
| 3.  | "Play Some Blues"      | 5:45    |  |
| 4.  | "Spend My Whole Life"  | 4:07    |  |
| 5.  | "We Need The Buck"     | 5:43    |  |
| 6.  | "Tut-Tut (Jazz)"       | 5:15    |  |
| 7.  | "Doo Wa Ditty" (live)  | 1:00    |  |